# 이광복 (국악인)
이광복(1983년 8월 15일 ~ )은 대한민국의 국악인이다.

## 학력
- 중앙대학교 대학원 한국음악과 석사
- 중앙대학교 음악극과 학사

## 출연작

### 영화
- 《도리화가》 (2015년) - 길중 역

## 수상
- 2010년 21C 한국음악프로젝트 대상
- 2008년 제7회 전국국악대전 최우수상
- 2005년 제31회 전주대사습놀이 일반부 장원
- 2004년 제4회 구미전국국악대전 종합대상
- 2004년 제20회 동아국악콩쿠르 일반부 동상
- 2001년 제19회 전주대사습놀이 학생부 장원